# Suzanne Opton
 (août 2012).
Suzanne Opton est une photographe américaine née en 1945 et morte le 26 juillet 2024 à Corinth dans le Vermont. Elle vivait et travaillait à New York. Elle enseignait au Centre international de la photographie.

## Biographie
Suzanne Opton a d’abord étudié la philosophie avant de devenir photographe – de façon totalement autodidacte –. Elle est principalement connue pour la série de photographies  « Soldier », réalisée en 2004 et 2005. Il s’agit de portraits de soldats américains ayant servi durant la guerre en Irak et en Afghanistan. Le cadrage est toujours le même : les soldats sont allongés, fixent l’objectif, leurs visages et leurs cous sont découverts. Ces images ont été exposées sur des panneaux d’affichage et dans les stations de métro de huit villes différentes entre 2008 et 2010. Un site Internet est consacré à ce projet et aux réactions qu’il provoque.
Le pendant de « Soldier » s’intitule Citizen. Cette série représente quant à elle des portraits d’Irakiens exilé en Jordanie, ayant fui leur pays face à la violence des conflits interminables.
Une série de photographies datant des années 1970 et réalisée dans le Vermont a également été présentée en 2011 à la galerie Robert Anderson de New York. Ce projet est considéré comme le premier travail important de la photographe

## Expositions
- 2012 : Soldiers/Many Wars, Platform Gallery, Seattle
- 2008 : Billboard Project : Soldier, Atlanta Contemporary Art Center, Atlanta
- 2007 : Soldier et Citizen Musée de l'Élysée, Lausanne / Blue Sky Gallery, Portland
- 2006 : Soldier, Cepa Gallery, Buffalo / Soldiers - Light Work, Syracuse